# Wpływ wychowawczy
Wpływ wychowawczy – perswazyjne oddziaływanie na psychikę podmiotu wychowania. Sposoby wywierania i przetwarzania wpływu wychowawczego mogą być jako przesłanki świadome i celowe, a zatem wywołanie zamierzonych zmian w obrębie osobowości wychowanków.

## Zobacz
- Pedagogika
- Psychologia wychowawcza
- Indoktrynacja